# St. Adelgundis (Anhausen)

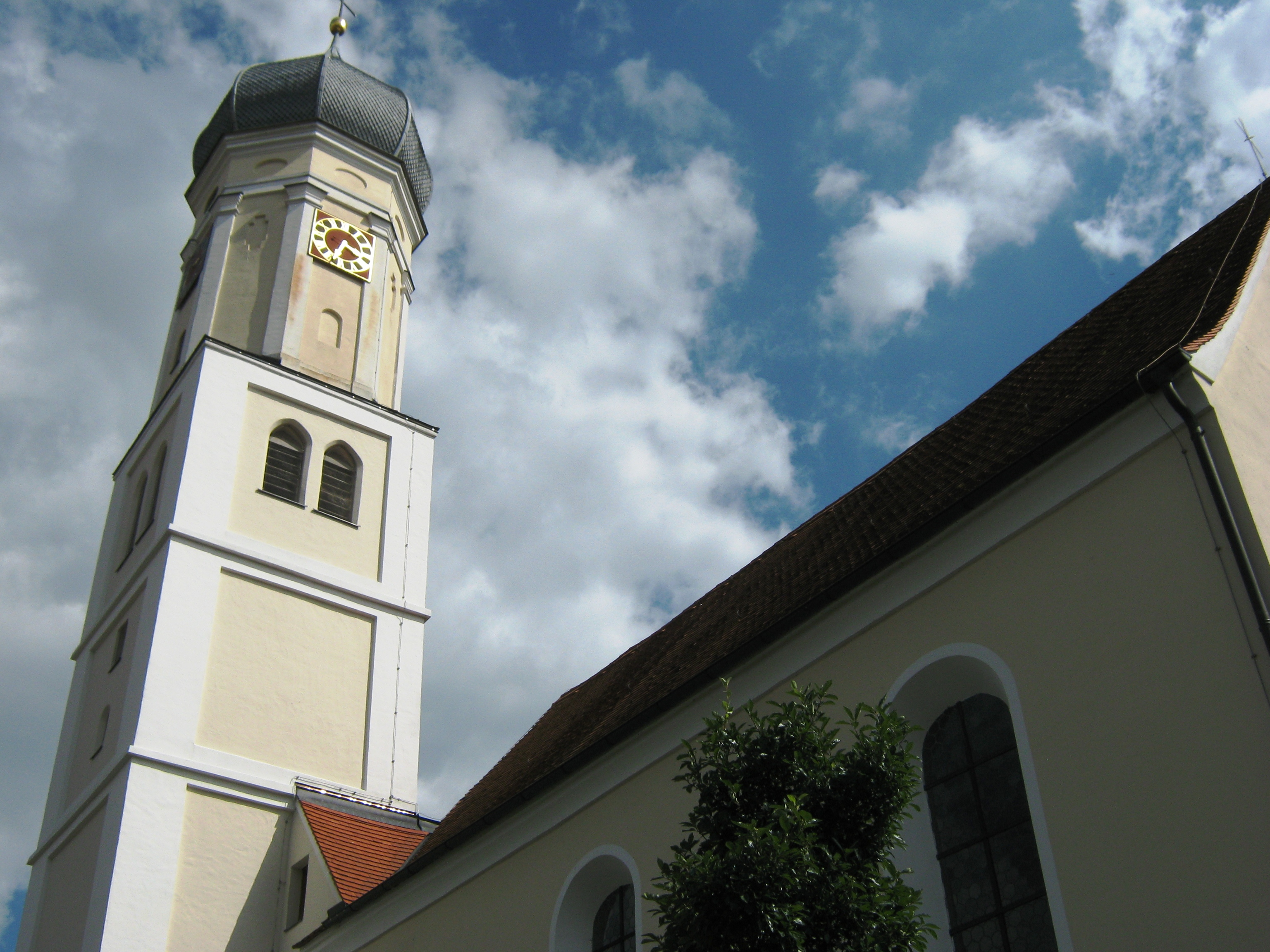
Kirche St. Adelgundis

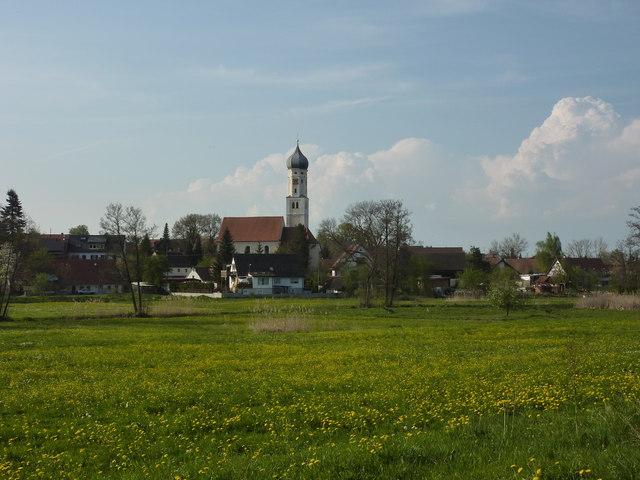
Gesamtansicht

St. Adelgundis ist die römisch-katholische Pfarrkirche in Anhausen bei Augsburg. Von der Stilrichtung kann die Innengestaltung dem Barock zugeordnet werden. Als Baudenkmal steht sie in der Bayerischen Denkmalliste.

## Geschichte
Bei Anhausen soll es sich um ein uraltes Dotationsgut der bischöflichen Kirche in Augsburg handeln. Der Ort war zunächst Sitz unterschiedlicher Ministeriale, die es als bischöfliches Lehen trugen. Von den Wellenburger fiel das Gut an das Domkapitel Augsburg, welches bis zur Säkularisation die Grundherrschaft ausübte. Durch eine Schenkung des Vizedominus Konrad wurde auch die Kirche 1143 dem Domstift einverleibt und Teil der Präbende des jeweiligen Domprobstes. Zur Unterhaltung der Kanoniker übereignete der Domprobst Eberhard († 1246), späterer Bischof von Brixen und Salzburg, 1184 das Gotteshaus dem Domkapitel Augsburg. Unter der Amtszeit des Augsburger Bischofs Siegfried III. wurde der Erwerb des gesamten Kirchengutes inkl. Widum laut Urkunde vom 21. Juli 1220 durch Papst Honorius III. (1216–1227) bestätigt. Der Amtmann ließ durch einen Vogt die Gerichtsbarkeit ausüben und den Pfarrer vorschlagen, der durch das Domkapitel präsentiert wurde.
Der Vorgängerbau stammt aus gotischer Zeit und besaß ursprünglich einen spitzen Kirchturm. Der alte, noch 1575 nachweisbare, der heiligen Maria, Anna und Adelgundis geweihte Hochaltar, weist auf einstmals drei Kirchenpatrone hin. Die Verehrung der heiligen Aldegundis ist hier erstmals durch eine Inschrift auf einer Glocke aus dem Jahre 1459 bezeugt. Die Glocke wurde aber 1942 eingeschmolzen. Zur Pfarrei gehörte früher außer Anhausen die Filiale Diedorf, mit eigener Kirche St. Bartholomäus, Tauf-, Trauungs-, und Begräbnisrecht, sowie wechselnden Gottesdiensten, woraus im Laufe der Jahrhundert ein langer Rechtsstreit zwischen Anhausen und Diedorf resultierte, die erst mit der Erhebung Diedorfs zur eigenen Pfarrei 1860 endete. Die Pfarrkirche von Anhausen erhielt in den Jahren 1708 bis 1716 ihre heutige Gestalt. Als Architekt und Baumeister wird der Augsburger Hans Georg Mozart (1647–1719) genannt, ein entfernter Verwandter des Komponisten Wolfgang Amadeus Mozart (1756–1791). Die Kirche wurde mehrmals umgebaut und restauriert, zuletzt in den Jahren 2021/2022. Für mehr als 2 Mio. € wurde die Außenfassade von Kirche und Turm neu gestrichen, das Dach der Turmspitze erneuert und der Dachstuhl saniert.

## Kirche
Die Kirche besteht aus einem kleinen Eingangsbereich, einem großen Langhaus und einem länglichen Chorraum. Drei Themen beherrschen die Innengestaltung:
- Geschichten mit Engelmotiven aus dem Alten und Neuen Testament (Deckenfresken)
- Das Leben der Kirchenpatronin Adelgundis (Emporenbemalung, linker Seitenaltar)
- Der Leidensweg Jesus Christus (Engelsfiguren und Kreuzwegstationen)

## Ausstattung

### Gewölbefresken im Chor

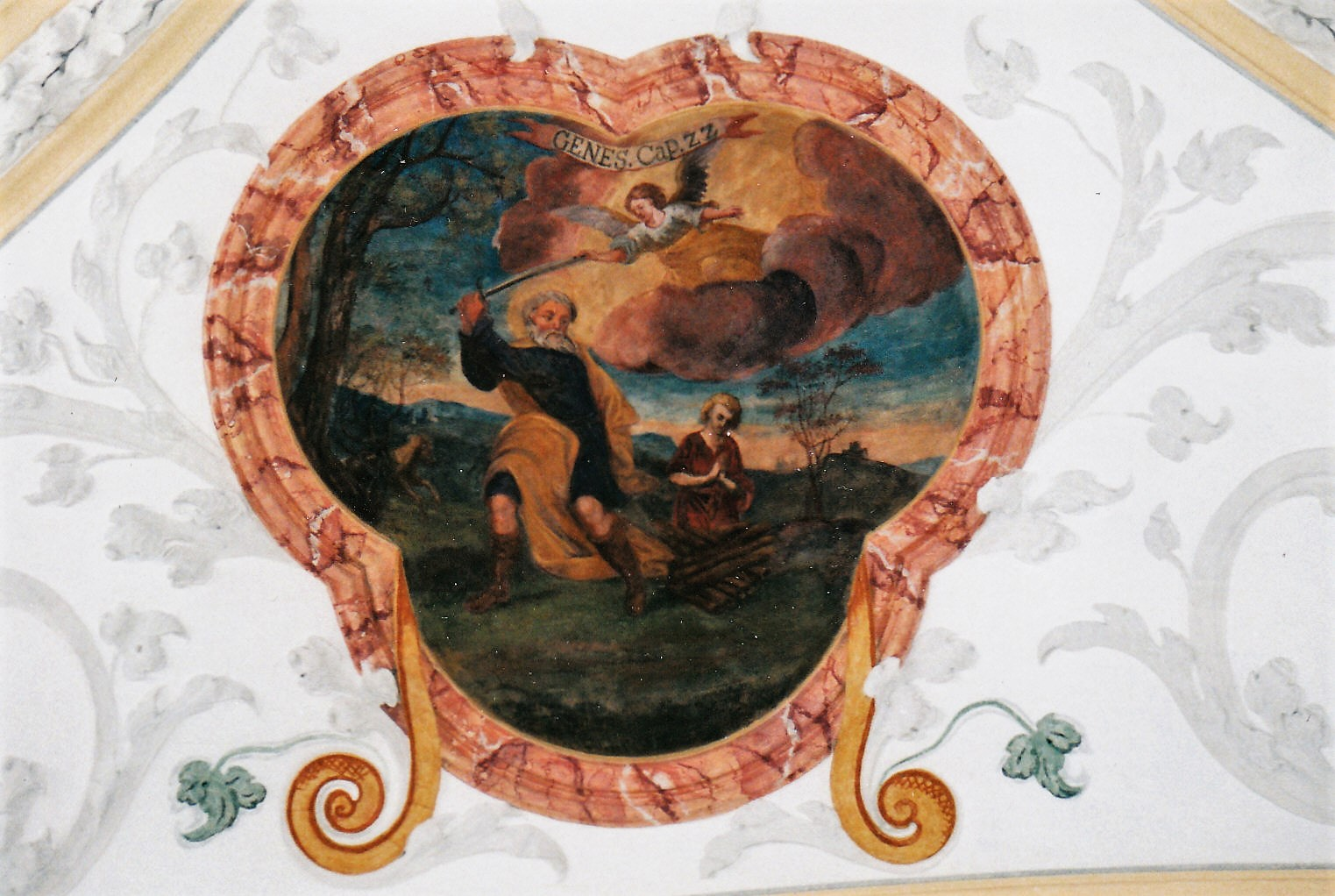
Deckenfresko: Opferung des Isaak

Die Gewölbefresken im östlichen Bereich der Kirche (Chor) sind Arbeiten des Augsburger Malers Johann Georg Melchior Schmidtner (1625–1705) bzw. seiner Werkstatt, da zur Entstehungszeit der Fresken der Meister schon gestorben war. Auch die Fresken im Langhaus sollen aus dieser Malerschule stammen. Das große zentrale Bild im Gewölbescheitel zeigt im oberen Bereich den Erzengel Michael auf einer Wolkenbank. Darunter befindet sich auf einer Felsspitze ein kirchlicher Bau. Um den Felsen reiht sich eine Gruppe von kirchlichen und weltlichen Würdenträgern in festlichen Gewändern. Die Inschrift auf den Schriftbändern links und rechts des Erzengels lautet: „Archangelus Michael – Princeps Ecclesiae“.
Diese Hauptbild wird von vier kleineren Bildern in geschwungenen Rahmen umgeben. Die vier Bilder stellen dar:
- Ein Engel hindert Abraham daran, seinen Sohn Isaak zu opfern (Genesis, Kap. 22)
- Ein Engel zeigt dem Evangelisten Johannes das himmlische Jerusalem (Offenbarung, Kap. 21)
- König David erscheint ein Engel mit Schwert und Totenkopf (Psalm 83)
- Ein Engel begleitet die heilige Adelgundis, während ihr Christus in einer Wolkengloriole erscheint (Aus dem Leben der Adelgundis)

### Gewölbefresken im Langhaus

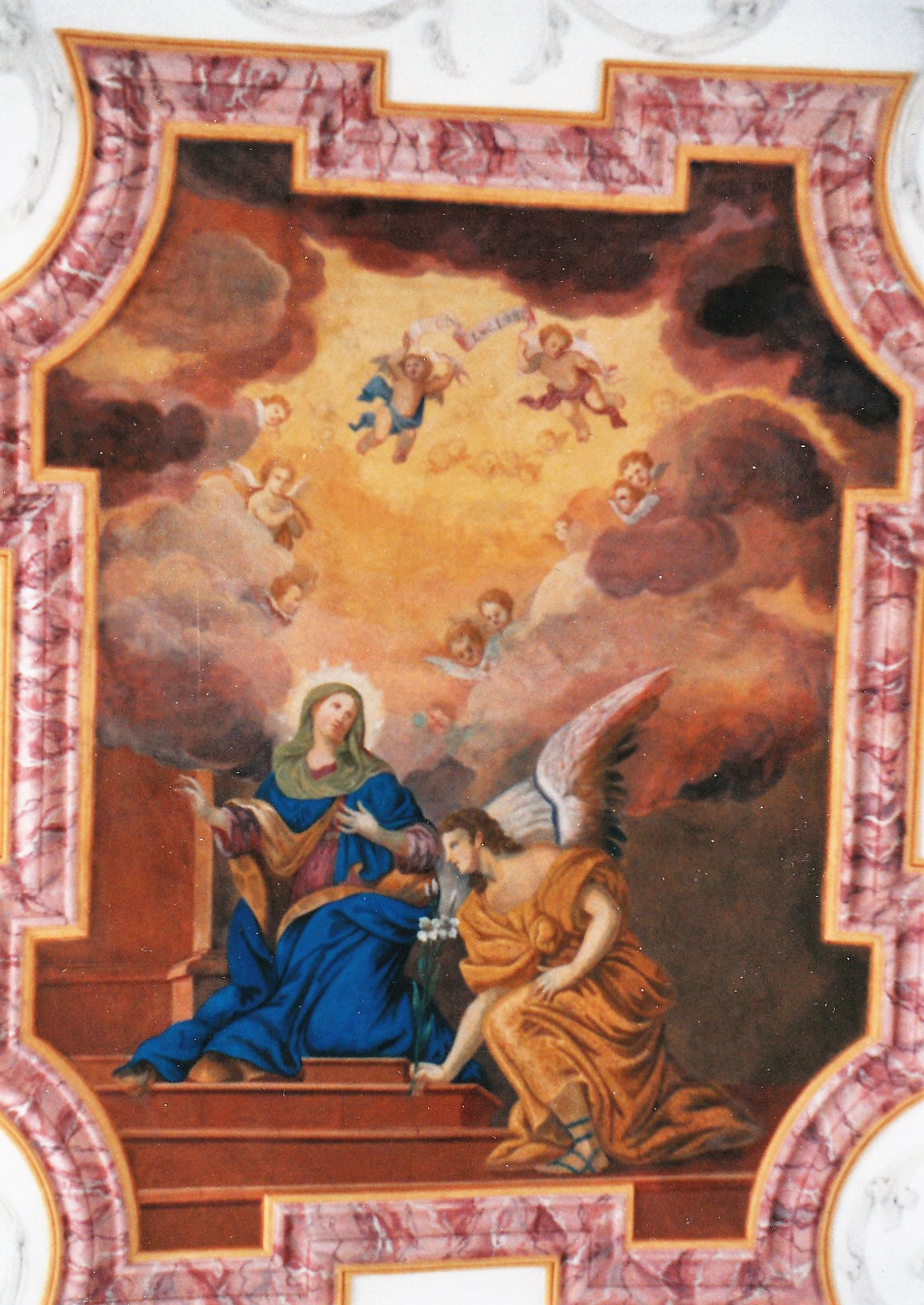
Deckenfresko: Mariä Verkündigung

Im Langhaus befinden sich zwei große Fresken im Zentralbereich der Kuppel mit den Themen:
- Der Erzengel Gabriel verkündet Maria die Geburt Jesu (Lukas, Kap. 1)
- Jakob sieht im Traum eine Leiter, die von der Erde bis in den Himmel reicht und auf der Engel auf- und niedersteigen (1. Buch Moses, Kap. 23)

Diese beiden Hauptbilder werden von vier Medaillons umrahmt:
- Der Erzengel Rafael begleitet Tobias mit dem Fisch auf seiner Reise (Buch Tobias, Kap. 11)
- Ein Engel befreit Petrus aus dem Kerker (Apostelgeschichte, Kap. 12)
- Ein Engel ermahnt Josef im Traum, Maria als seine Frau anzunehmen (Matthäus, Kap. 1)
- Der Erzengel Michael streitet mit dem Teufel über den Leichnam des Mose (Brief Judas)

Von der Orgel teilweise verdecktes Fresko:
- Ein Engel erscheint Hagar und verspricht Hilfe für Ismael: Hagar erblickt einen Brunnen, aus dem sie Wasser für ihr Kind schöpft (Genesis, Kap. 21)

Vor dem Chorbogen und über der Orgel finden sich jeweils zwei weitere Bilder, die die vier Evangelisten Matthäus, Johannes, Lukas und Markus mit ihren Symbolen darstellen.

### Emporenbemalung
Die Bemalung der Emporenbrüstung erfolgte im Jahre 1948 durch den Kunstprofessor und Maler Otto Michael Schmitt (1904–1992), der lange Jahre in Anhausen lebte. Der Bilderzyklus beschreibt das Leben der Kirchenpatronin Adelgundis.
Die Beschriftung auf dem linken Bild lautet: „St. Adelgundis will ehelos bleiben. St. Adelgundis flieht über den Fluss Sambre. St. Adelgunis lebt in der Wildnis.“
Die Beschriftung auf dem rechten Bild lautet: „St. Adelgundis wird in den Ordensstand aufgenommen. St. Adelgundis baut das Kloster Maubeuge. St. Adelgundis stirbt im Herrn.“
Die Beschriftung im mittleren Emporenbild lautet: „Christus unser König. Erbarme dich unser.“

Unterhalb der Westwand der Empore befindet sich ein weiteres Wandfresko aus dem Jahr 1716. Darin wird ein Engelskonzert dargestellt.

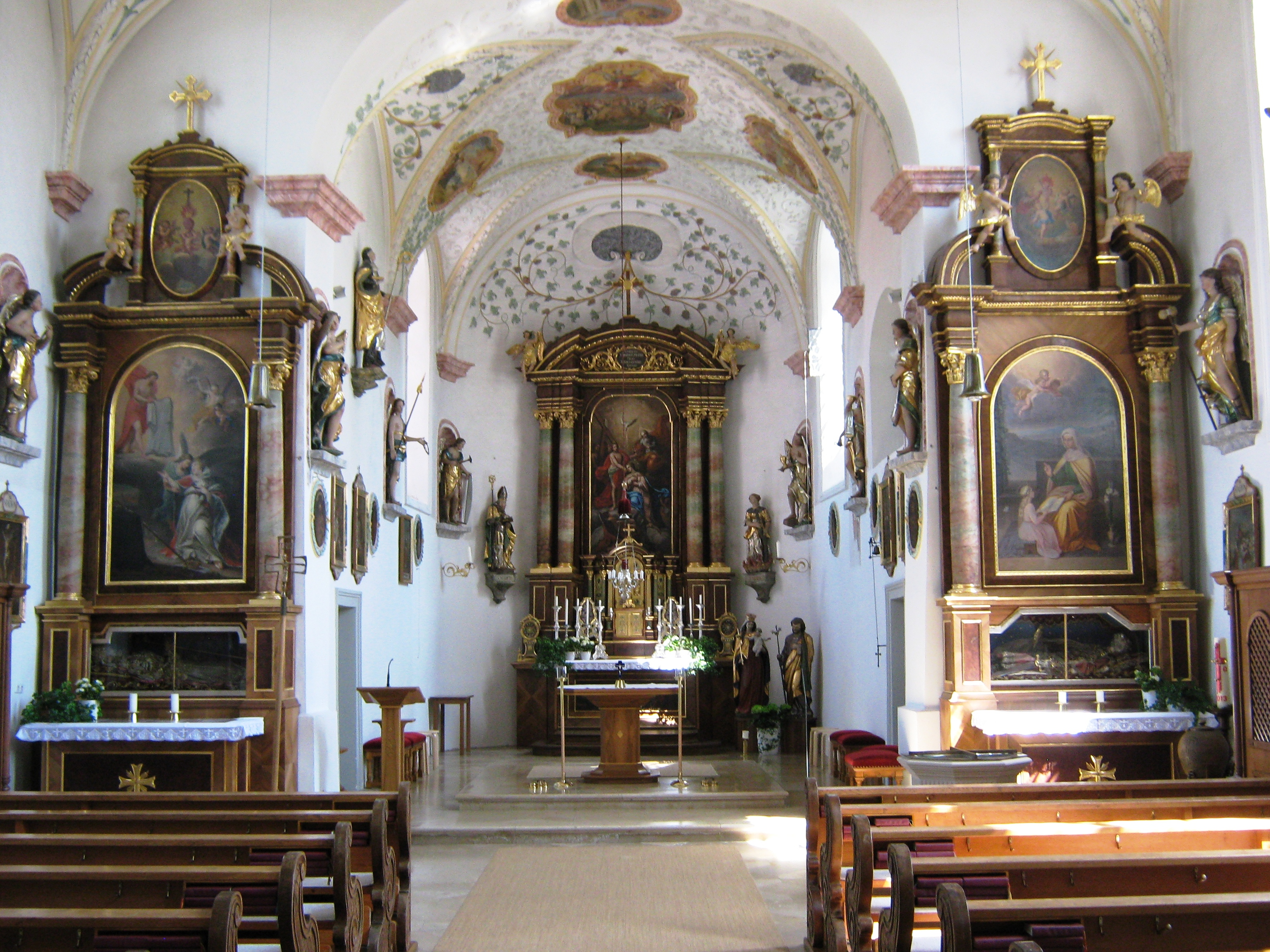
Innenansicht des Kirchenraumes

### Altäre

Gemälde am Hochaltar

Der Hochaltar hat die Aufnahme Mariens in den Himmel zum Thema. Im Zentrum des Bildes kniet Maria auf einer Wolke. Links neben ihr steht der auferstandene Christus, der ihr die Krone weiterreicht, die er von Gottvater erhält. Über der Szene schwebt die Heilig-Geist-Taube.
Das Altarbild stammt von dem bekannten Kirchenmaler Johann Georg Dieffenbrunner (1718–1785), der auch die beiden Seitenaltäre bemalt hat. Mit der Signatur auf dem linken Seitenaltar, Dieffenprunner pinxit 1746, sind Maler und Entstehungszeit der Altarbilder belegt.
Der linke Seitenaltar ist der Kirchenpatronin Adelgundis gewidmet. Adelgundis wird in einem prächtigen Kleid als Königstochter dargestellt. Am linken Bildrand ist das von Adelgundis gegründete Kloster in Maubeuge sichtbar. Ein Engel führt sie Christus entgegen, der für sie schon ein neues schlichtes Ordensgewand bereithält.
Der rechte Seitenaltar hat als Thema die heilige Anna, die der blondgelockten jungen Maria das Lesen beibringt. Von einer Wolke aus beobachten drei kleine Putten die Szene. Im Hintergrund sieht man eine Palme in einer biblischen Landschaft.

#### Herkunft der Gebeine am linken Seitenaltar
Als man im Jahre 1496 in der Nähe des linken Seitenaltars einen hölzernen Sarg mit menschlichen Gebeinen fand, nahm man an, es handele sich um die Gebeine der Kirchenpatronin Adelgundis. Die Gebeine wurden in einen Steinsarg umgebettet und im Chor der Kirche aufgestellt. Dort wurde er mit einem eisernen Gitter umgeben. An dieser Stelle blieb er bis zum Jahr 1714. Dann fasste der damalige Pfarrer den Entschluss, den Leib der vermeintlichen hl. Adelgundis auf dem ihr geweihten linken Altar zur öffentlichen Verehrung aufstellen zu lassen. Nach Rücksprache und mit Genehmigung des Bischöflichen Ordinariates wurden die Gebeine im Kloster der Englischen Fräulein in Augsburg restauriert und neu gefasst. Am Sonntag, den 1. Juli 1714 wurden sie in einem feierlichen Gottesdienst der Öffentlichkeit vorgestellt und in der Anhauser Kirche ausgestellt. Inzwischen nimmt man an, dass es sich bei den Gebeinen um die Überreste einer Edelfrau aus Anhausen handelt.

#### Herkunft der Gebeine am rechten Seitenaltar
Den Leib des hl. Vinzenz schenkte Papst Pius VI. dem General des Jesuitenordens P. Romberg, der ihn in der Jesuitenkirche zu Augsburg aufbewahrte. Bei der Auflösung des Klosters erhielt ihn der Klosterdiener Joseph Reiter und schenkte ihn der Pfarrkirche Anhausen. Seit 1812 sind die Gebeine in Anhausen und werden im rechten Seitenaltar ausgestellt. Der hl. Vinzenz wird insbesondere in Spanien und Portugal verehrt.

### Kanzel
Die Kanzel ist an der Südwand des Kirchenschiffes angebracht und ragt weit in das Kirchengestühl hinein. Sie wurde 1728 angefertigt. An dem unteren Sims befinden sich die Symbole der vier Evangelisten. An der Vorderseite steht auf einer Inschriftenkartusche die lateinische Aufforderung an den Prediger: „Clama ne cesses.“ („Rufe, lasse nicht nach.“).
Auf der Bekrönung der Kanzel sitzen drei Putten, die zwei Gesetzestafeln mit den zehn Geboten hochhalten. Auf der Spitze der Kanzel thront das Auge Gottes.

### Kreuzigungsgruppe
Die Kreuzigungsgruppe an der Nordwand des Kirchenschiffs ist das Werk eines unbekannten Künstlers. Unter dem Kruzifix steht auf einem Sockel die trauernde Gottesmutter. Als Zeichen des Seelenschmerzes trägt sie in der rechten Hand einen Dolch, der auf ihren Körper gerichtet ist.

### Inschriftentafel
An der südlichen Seitenwand des Langhauses ist in Kopfhöhe eine sandsteinfarbige Tafel angebracht. Dies ist die Deckenplatte eines Steinsarkophags, in dem bis 1714 die vermeintlichen Gebeine der hl. Adelgundis aufbewahrt wurden. Die Gebeine waren 1496 am linken Seitenaltar gefunden worden und man hat sie für diejenigen der Kirchenpatronin gehalten. Heute ruhen die Gebeine hinter einer Glaswand am linken Seitenaltar und sind so für die Öffentlichkeit sichtbar.
Die gotische Inschrift auf der Sandsteintafel lautet: „da man zalt mcccclxxxxvi jar/an sant lux tag/ist die hailig junkfraw/sant adilgundis/in dies stain grab/vor dem altar gelegt/die vil hundert jar/vergraben war…/…/… und ist /gelegt wie der stain anzaigt.“

### Arma-Christi-Engel

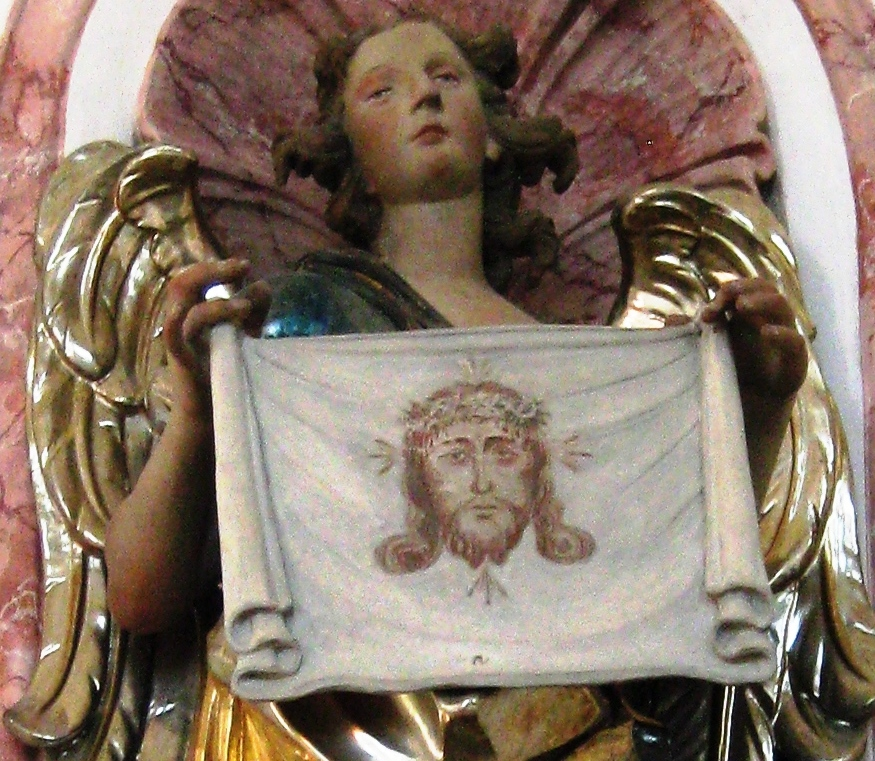
Arma-Christi-Engel mit Schweißtuch der Veronika

An der linken und rechten Längswand der Kirche reihen sich in Wandnischen zehn Engelsfiguren. Diese tragen Waffen, Foltergeräte und andere Objekte, die in Beziehung zum Leiden und Sterben von Jesus Christus stehen. Ein Engel trägt z. B. die Dornenkrone, einer eine Lanze, ein dritter das Schweißtuch der Veronika. Die Engel werden dem Augsburger Künstler Andreas Hainz zugesprochen, der sie 1715 anfertigte.

### Kreuzwegstationen
Dem gleichen Thema (Kreuzigung von Jesus) widmen sich 14 Ölgemälde, die im Chor und im Langhaus angebracht sind. Sie sind durchnummeriert und zeigen verschiedene Stationen der Kreuzigung. Sie stammen aus der zweiten Hälfte des 18. Jahrhunderts.

### Apostelbilder
In unmittelbarer Nachbarschaft zu den Kreuzwegstationen sind 12 ovale Apostelbilder an der Innenwand der Kirche angebracht. Sie stammen von dem Maler Johann Georg Kuen und wurden 1716 gefertigt.

### Weitere Holzfiguren
Links des Hochaltars sind die Figur des heiligen Ulrich und rechts die Figur der heiligen Afra angebracht. Beide sind die Patrone des Augsburger Bistums. Ulrich ist mit Bischofsstab und Fisch dargestellt. Afra steht an einem Baumstamm gefesselt, zu ihren Füßen ragen Flammen hervor.
An der nördlichen Chorwand ist die Figur der hl. Adelgundis angebracht. Sie ist als Kirchenpatronin von allen Figuren am höchsten platziert. Sie trägt ein Ordensgewand und hält in der linken Hand den Äbtissinenstab und in der rechten Hand ein Regelbuch.

## Orgel
Die Orgel wurde von dem Augsburger Orgelbaumeister Max Offner 1957 gebaut. Hierzu wurden Teile der alten Orgel wiederverwendet. Sie besteht heute aus 14 Registern und 900 Pfeifen. Das Eichengehäuse ist ein Werk des Anhauser Schreinermeisters Johann Spengler.